# Визентхайд
Визентхайд (нем. Wiesentheid) — ярмарочная община в Германии, в земле Бавария. В Священной Римской империи служила столицей владений Шёнборнов.
Подчиняется административному округу Нижняя Франкония. Входит в состав района Китцинген.  Население составляет 4764 человека (на 31 декабря 2010 года). Занимает площадь 33,33 км².

## Население
По оценке на 31 декабря 2015 года население общины Визентхайд составляет 4775 чел. 

| Дата      | 1840 | 1871 | 1900 | 1925 | 1939 | 1950 | 1961 | 1970 | 1987 | 2011 |
| --------- | ---- | ---- | ---- | ---- | ---- | ---- | ---- | ---- | ---- | ---- |
| Население | 2012 | 2266 | 2179 | 2450 | 2518 | 3596 | 3153 | 3476 | 3806 | 4728 |

| Год       | 1960 | 1970 | 1980 | 1990 | 2000 | 2009 | 2010 | 2011 | 2012 | 2013 | 2014 | 2015 |
| --------- | ---- | ---- | ---- | ---- | ---- | ---- | ---- | ---- | ---- | ---- | ---- | ---- |
| Население | 3115 | 3492 | 3628 | 3986 | 4709 | 4733 | 4764 | 4690 | 4687 | 4719 | 4777 | 4775 |